# Mart Raud
Mart Raud (comtat de Viljandi, 14 de setembre de 1903 - Tallinn,  6 de juliol de 1980) fou un poeta estonià.
Després dels estudis bàsics, assistí com a oient a classes de filosofia i literatura a la Universitat de Tartu, sense, però, graduar-se. De 1923 a 1924 estudià a l'escola superior de Música de Tartu.
Mart Raud va debutar com a poeta el 1919. A partir de 1924, es va guanyar la vida escrivint. Les seves dues primeres antologies de poesia, Kangastused ("Miratges") (1924) i Äitsmik ("Ramell") (1925), contenien principalment poemes sobre la natura en dialecte de la seva terra natal, el comtat de Viljandi. Però aviat va inclinar-se cada cop més temes socials i socials. A la dècada del 1920, també va publicar prosa curta. Les seves novel·les per episodis, Metsa Manni (1924) i Uued inimesed ("Gent nova") (1925), van aparèixer en diaris estonians. Però aviat escriví novel·les més reconegudes: Kirves ja kuu ("La destral i la lluna", 1935, premi literari de la ciutat de Tartu), que tracta el conflicte entre un pare i un fill sobre diversos temes de la vida, en què el camperol valora la allò pràctic per sobre de tot, mentre que l'altre és un somiador artístic romàntic. La relació entre la persona creativa i la societat és objecte d'escrutini a la novel·la Turg ("El mercat", 1937). L'oposició entre la realitat i els somnis també és un dels temes centrals del recull de contes Õhtused kajad ("Ecos del vespre", 1936). La prosa curta va tornar a primer pla a finals dels anys cinquanta, amb el recull Silmast silma ("Ull per ull", 1959).
A finals de la dècada del 1930, els seus poemes es van incloure en l'antologia del grup Arbujad, tot i que tenien poca connexió amb els altres poemes de l'antologia. Després de la sovietització d'Estònia el 1940, va ser aliat dels nous governants, en marcat contrast amb els altres membres del grup, que es van exiliar, van ser condemnats al silenci o fins i tot van ser deportats a Sibèria. I durant l'ocupació alemanya fou evacuat amb la seva família a la Unió Soviètica.
Durant i després de la Segona Guerra Mundial, es van publicar els seus reculls de poemes comunistes-heroics, Sõjasõna ("Paraula de guerra", 1943), Uued silla ("Nous ponts", 1945), Valimispäevaks ("Per al dia de les eleccions", 1947, premi Estònia soviètica 1948), Jõud ja valgus ("Poder i llum", 1948, premi Estònia soviètica 1949) i Kõik teed ("Totes les carreteres", 1953). Raud també es va fer un nom com a crític literari i com a autor dramàtic.

## Vida privada
Mart Raud es va casar primer amb Lea Nurske i en segones núpcies amb l'acadèmica i traductora de l'anglès estoniana Valda Raud (de soltera Aaviste, 1920–2013) el 1941. Mart Raud va ser el pare de l'escriptor estonià Eno Raud (1928–1996), amb la primera esposa, i de l'artista tèxtil Anu Raud (*1943), amb la segona. Així mateix va ser avi dels escriptors Rein Raud (*1961) i Mihkel Raud (*1969) i de l'escriptor i artista Piret Raud (*1971).